# Mars Climate Orbiter
O Mars Climate Orbiter (MCO),  inicialmente denominado Mars Surveyor '98 Orbiter, foi uma sonda espacial norte-americana projetada e construída pelo Laboratório de Propulsão a Jato (JPL). O MCO foi lançado em 11 de dezembro de 1998 a partir de Cabo Canaveral por um foguete Delta II 7425, alcançando Marte 9,5 meses depois, em 23 de setembro de 1999.
O MCO e seu módulo de pouso, o Mars Polar Lander (MCL), anteriormente denominado Mars Surveyor '98 Lander, faziam parte de uma única missão - o programa Mars Surveyor '98, cujo objetivo primário era o estudo do clima marciano. As naves espaciais transportando o MCO e o MCL foram lançadas separadamente ao longo de um curto período de tempo.
Em contraponto a missões com preocupações mais geológicas, como a Mars Global Surveyor e o Mars Exploration Rover, o MCO e o MCL objetivavam o levantamento das variáveis atmosféricas de Marte, de maneira a entender como a água e o dióxido de carbono são acumulados, sua interação entre a atmosfera e a superfície e sua volatilidade, à procura de evidências de como foi o passado climático e como será o seu futuro.
Contudo, o MCO foi destruído na atmosfera de Marte devido a um erro de navegação. A nave espacial deveria efetuar sua inserção na órbita de Marte a uma altitude de 140 a 150 km da superfície. Porém, devido a um erro de cálculo, a manobra de inserção orbital foi feita a uma altitude de 57 km, o que causou a destruição da nave espacial pela sua fricção com a atmosfera de Marte. O erro deveu-se a equipe da terra, que fez o uso de medidas inglesas para calcular os parâmetros para a manobra inserção orbital, enviando-os à nave, cujos sistemas, contudo, apenas realizavam cálculos no Sistema Internacional de Unidades.
A missão principal do MCO estava programada para durar um ano marciano, equivalente a aproximadamente dois anos terrestres. Para além de sua missão científica, o MCO também serviria de retransmissor ao MCL por um período de cinco anos e auxiliaria nas retransmissões de dados dos veículos exploradores de Marte.

## Nave espacial e seus subsistemas
O Mars Climate Orbiter era uma sonda com a forma aproximada de uma caixa de 2,1 m de altura, 1,6 m de largura e de 2 m de profundidade; constituída  de dois sistemas. O sistema de propulsão e os módulos de pesquisa. A massa total da nave era de 629 kg, incluindo 291 kg de propelente. Seus painéis solares tinham as dimensões de 5,5 por 5,5 metros perfazendo 11 metros quadrados de área.

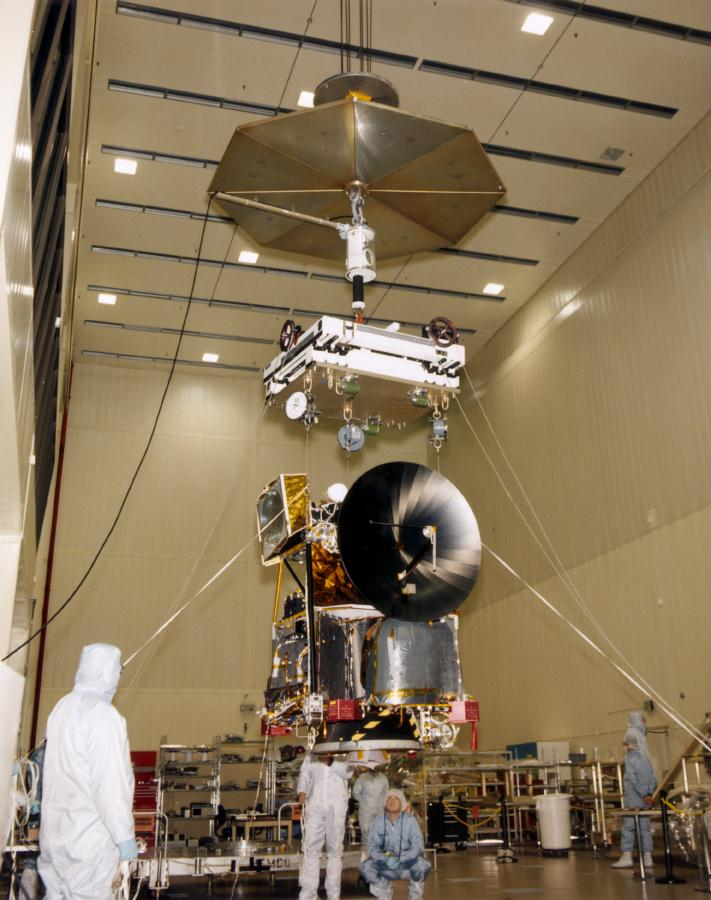
Montagem da sonda Mars Climate Orbite

Estes painéis podiam girar em torno de dois eixos. A antena de alto-ganho tinha 1,3 m de diâmetro e estava situada no topo da nave. Seus principais instrumentos o Mars Color Imager - MARCI, o Pressure Modulator Infrared Radiometer - PMIRR, além da antena de UHF e de suas baterias estavam montados na parte inferior da nave.
A propulsão era com combustível bipropelente, hidrazina e tetróxido de nitrogênio para o motor principal, com a força de 640 newtons e os foguetes auxiliares usavam a hidrazina como combustível. O orbitador possuía estabilização em três eixos.
A nave especial era alimentada por três painéis solares com células solares feitas de arseneto de gálio e germânio, com 5,5 m de comprimento e fornecia quando próximo da Terra 1 000 W de energia e 500 W em Marte.
A energia era acumulada em baterias de hidreto de níquel (NiH2). Comunicava-se com a Terra usando a banda X, com a antena de alto-ganho de 15 W, tanto na emissão como na recepção, além das antenas de médio-ganho e de baixo-ganho. O sistema de UHF tinha a potência de 10 W com que se comunicava com o Mars Polar Lander. O computador de bordo era um chip RAD 6 000.

## Lançamento
Houve dois períodos de lançamentos. O período primário foi de 10 a 17 de dezembro e o período secundário foi de 18 a 25 de dezembro. Ocorrendo o lançamento no período primário haveria grandes chances de o orbitador completar a fase da aerofrenagem antes da chegada da Mars Polar Lander.

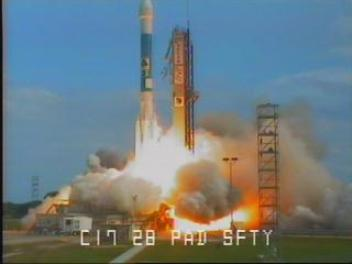
Lançamento do Mars Climate Orbiter

Sendo lançado no período secundário haveria a necessidade de requerer um elevado uso da aerofrenagem, para o orbitador poder iniciar suas funções de retransmissor na data esperada. A janela de lançamento era diária e havia duas oportunidades de lançamento. O orbitador foi lançado logo no segundo dia do período primário, em 11 de dezembro de 1998 às 18 h 45min 51 s (UTC).

## Foguete Delta II 7425
Foi utilizado o foguete Delta II 7425 para lançar o Mars Climate Orbiter e o Mars Polar Lander, Este foguete é similar ao Delta II 7925, a mais poderosa versão deste modelo que foi utilizado nas missões da NASA, Near Earth Asteroid Rendezvous (NEAR), Mars Pathfinder e Mars Global Surveyor, exceto pelo fato de utilizar apenas quatro foguetes auxiliares em vez de nove.
Cada foguete auxiliar de combustível sólido têm 1 m de diâmetro por 13 m de altura. Utilizam como propelente o hydroxyl-terminated polybutadiene e seu encapsulamento é feito com o material composto denominado: grafite-epóxi.
O corpo principal do primeiro estágio tem 2,4 m de diâmetro e 26,1 m de altura. Usa um motor tipo RS27 A e como propelentes utiliza o RP-1, um altamente refinado querosene e usa oxigênio líquido como combustível e oxidante.

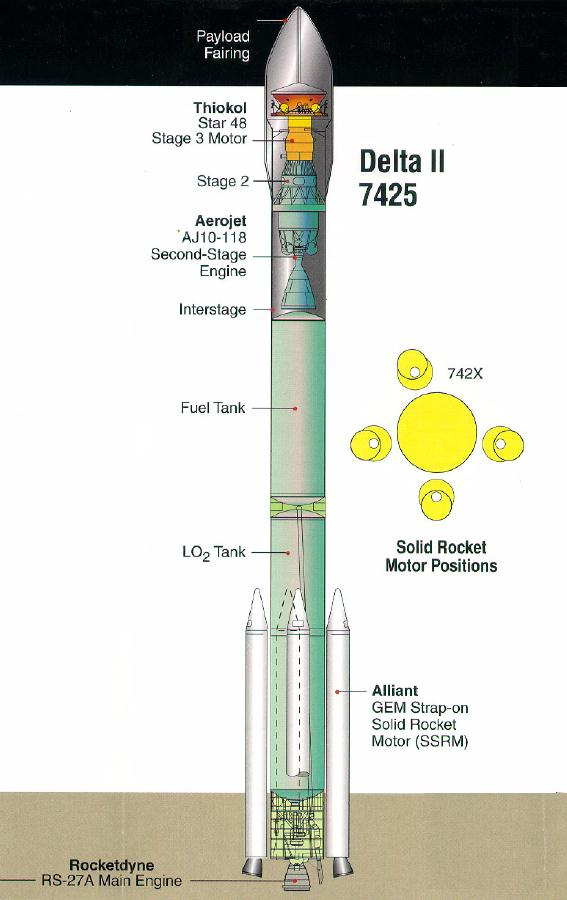
Diagrama do Foguete Delta II 7425 da Boeing

O segundo estágio tem 2,4 m de diâmetro e 6 m de altura e é impulsionado pelo motor AJ-10-118K. Como propelente utiliza a Aerozine 50 (A-50), uma mistura de hidrazina e hidrazina dimetil assimétrica (UDMH) e usa tetróxido de nitrogênio como oxidante. Este motor é reiniciável e é assim necessário para colocar o orbitador rumo a Marte.
O terceiro estágio do foguete Delta 7425 é acionado pelo motor Motor Star 48 B da AtK Thiokol. Mede 2,12 m de altura e 1,2 m de largura. Este motor utiliza propelente sólido que consiste em uma mistura de alumínio, perclorato de amônia e hydroxyl-terminated polybutadiene (HTPB).
Uma vez que o terceiro estágio havia sido todo consumido, a nave espacial iniciou o procedimento de parar de rodar sobre si mesma, rotação esta necessária, para acerto na sua trajetória durante a queima do terceiro estágio na aceleração em direção a Marte.
Após a separação do terceiro estágio, os painéis-solares abriram-se e se viraram para o Sol. A rede de Antenas de Espaço Profundo, iniciou a monitoração da nave espacial.

## Cruzeiro
Lançado em 10 de dezembro, o orbitador deveria levar cerca de 286 dias, ou nove meses e meio para chegar a Marte, entrando em órbita a 23 de setembro de 1999. Sua trajetória faria com que se executa uma volta em torno do Sol de mais de 180º, por isso a trajetória era denominada do Tipo 2. No trecho inicial o orbitador se aproximaria um pouco do Sol e chegaria a Marte em uma velocidade menor que a que chegou a sonda Mars Pathfinder, pois esta sonda seguiu uma trajetória Tipo 1, de giro em torno do Sol de menos de 180º e lá chegou a apenas sete meses.

Durante a primeira fase de cruzeiro, o orbitador deveria manter contacto com a Terra usando suas antenas de baixo e médio-ganho enquanto mantinha seus painéis solares apontados para o Sol. Na primeira semana a nave espacial será monitorada 24 horas por dia. Da segunda semana até a quarta semana, o orbitador seria monitorado no mínimo em 12 horas por dia, pelas antenas da Deep Space Network, com suas antenas de 34 metros de diâmetro.
Durante o restante do cruzeiro o orbitador seria rasteado no mínimo por 4 horas por dias. Sendo que 45 dias antes de sua chegada a Marte o tempo de rastreamento foi aumentando até chegar a 12 horas por dia.

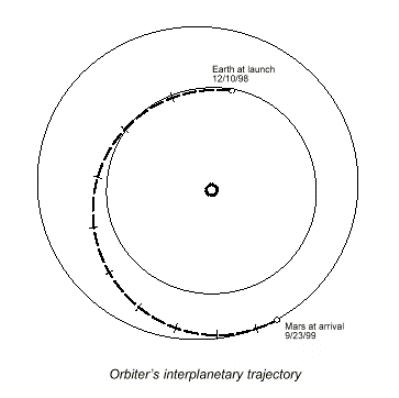
Trajetória do orbitador rumo a Marte

Após vinte dias de vôo foi aberta a porta do radiador do instrumento científico Pressure Modulator Infrared Radiometer, para que o equipamento fica-se aclimatado.
Foram programados durante o cruzeiro do Mars Climate Orbiter, quatro ajustes de trajetória. O primeiro ocorreu 10 dias após o lançamento. Foi como esperado a sua maior correção de trajetória, que durou cerca de 7 minutos.
As três correções restantes foram usadas para ajuste fino da trajetória, para guiar a sonda a Marte. Foram programados para acontecer a 45 dias após o lançamento, 60 e 10 dias antes da chegada a Marte.
Os instrumentos científicos foram ligados, testados e calibrados durante o cruzeiro. O Pressure Modulator Infrared Radiometer e o Mars Color Imager foram calibrados durante uma semana após 80 dias de voo. Durante este período a Mars Color Imager will foi ligada e foi apontada para um conjunto de estrelas com a finalidade de calibrá-lo.
Dezoito dias antes de sua chegada a Marte, a Câmera Imageadora Colorida (Mars Color Imager) efetuou por três dias fotos de Marte e as enviou a Terra.

## Aerofrenagem
Depois de 15 dias de viagens foi efetuado a principal correção de trajetória (trajectory correction maneuver (TCM)). Posteriormente foram efetuados mais três pequenas correções de trajetória através dos propulsores de hidrazina.
Com a chegada a Marte em setembro de 1999, o principal motor da sonda foi acionado para colocá-la em uma órbita elíptica, para ser capturada pela força de gravidade do planeta. O motor da sonda que usava combustível bipropelente que funcionou por 16 minutos, sendo consumido todo o combustível oxidante. Um minuto após, foi acionado os foguetes auxiliares a hidrazina para ajustes na trajetória.
Era esperado que a sonda entrasse numa órbita de período de 29 horas com apoastro de 160 km. A sonda efetuaria o uso da aerofrenagem para diminuir sua velocidade e chegar a uma órbita final para iniciar suas pesquisas. A fase de frenagem aerodinâmica era estimada para durar dois meses, sendo estimados 200 passagens de frenagem aerodinâmica.

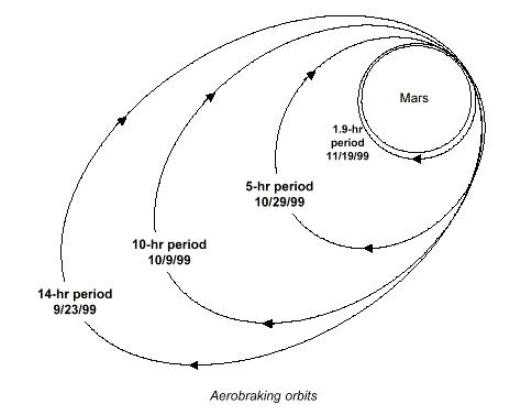
Trajetórias do orbitador quando efetuando a frenagem aerodinâmica.

Durante suas órbitas, quando o orbitador atingisse o ponto mais distante, seriam acionados seus foguetes de manobra para jogar o seu apoastro mais próximo do polo norte de Marte e manter a altitude para que o orbitador não queime na atmosfera. Assim o satélite entraria em uma trajetória próxima de uma órbita hélio-síncrona.
Embora o orbitador consiga manter comunicações com a Terra durante a fase de frenagem aerodinâmica, o contato é impossível quando o orbitador estiver passado atrás de Marte. Neste caso o orbitador deixa de fazer contato coma Terra de 45 a 60 minutos por órbita.
Durante a fase final da frenagem aerodinâmica, a frequência das órbitas é maior e é nesta fase que ocorrem a maioria dos ajustes de órbita.

## Apoio ao módulo de pouso
Durante os próximos três meses da missão, após o fim da frenagem aerodinâmica, a sonda forneceria suporte a retransmissão de dados dos seus pousadores, transmitido uma grande quantidade de dados.
Terminada a fase de apoio ao módulo de pouso em torno de fevereiro de 2000, a sonda iniciaria a fase de mapeamento do clima de Marte, fazendo o levantamento sistemático da atmosfera e faria imagem da superfície, por um ano marciano de 687 dias.

## Instrumentos do orbitador
Os dois principais instrumentos do orbitador eram: o Pressure Modulator Infrared Radiometer (PMIRR) ou Radiômetro Infravermelho Modulador de Pressão, e o Mars Color Imager (MARCI) ou Câmera Imageadora Colorida.
1) PMIRR deveria fornecer informações detalhadas sobre a atmosfera de Marte, sobre as variações de temperatura, sobre a condensação da poeira e sua opacidade em função da latitude e da longitude, sobre o vapor de água e sobre as nuvens. Faria o uso de nove faixas do espectro para a sua análise, para quantificar o resultado da radiação de superfície. Desta forma faria a análise de luz visível e do infravermelho. Também deveria fornecer informações detalhadas sobre a quantidade de dióxido de carbono (CO2), que são adicionados ou retirados das capas polares a cada ano de Marte.
O PMIRR apenas iria iniciar suas funções após a porta do radiador passivo estivesse totalmente aberta. Com o PMIRR aberto seria mapeada verticalmente a atmosfera através de uma sondagem atmosférica que iria do topo da atmosfera até a superfície do planeta. Teria uma resolução de 5 km por pixel.
2) MARCI consistia em duas câmeras que deveriam analisar a atmosfera de Marte, relatar as interações entre a atmosfera à superfície do planeta. MARCI combinava uma câmera grande angular (Wide Angle) e uma câmera de média angular (Medium Angle), câmeras estas com instrumentos ópticos distintos, mas que utilizavam à mesma base focal, os mesmos sistemas eletrônicos e a mesma fonte de energia.
Cada câmera tinha um pequeno tamanho, 6 x 6 x 6 cm incluindo o espelho refletor e pequena massa, cerca de 2 kg. Ambas as câmeras operavam no esquema de ter seu detector de CCD coberto de uma roda de filtros ‘’coloridos’’. Desta forma a câmera poderia fornecer uma imagem colorida, sobrepondo a mesma cena com filtros distintos.
Próximo ao final da fase de cruzeiro, a MARCI obteve imagens da aproximação de Marte. Uma vez em órbita MARCI deveria fornecer imagens diárias globais da atmosfera e da superfície de Marte com a câmera de grande angular. Com a câmera de médio angular obteria fotos da superfície, tiradas em grande quantidade. A câmera grande angular registraria 7 faixas de radiação eletromagnética. 5 faixas de luz visível e duas de ultravioleta. Com uma resolução no máximo de 7,2 km/pixel
A câmera de médio angular cobriria 40 km com resolução de 40 m/pixel e observaria toda a superfície do planeta, com exceção dos polos, devido a uma pequena inclinação do seu plano de órbita. Tinha a capacidade de analisar faixas da luz de comprimento indo de 425 até 1 000 nm permitindo observar detalhadamente a atmosfera e detalhes da superfície.

## Resultados
Subitamente e após a sequência de instruções para o início da queima dos propulsores que deveriam reduzir a velocidade da sonda com o objetivo de iniciar a órbita de inserção em Marte, todos os contactos com a sonda terminaram. Uma análise dos dados da trajetória de aproximação da sonda identificou que a missão estava perdida. Perante a situação da perda total da missão a NASA constitui uma comissão de inquérito ao incidente com o objetivo de identificar e auditar os mecanismos de gestão das missões de exploração espacial e por forma a evitar os mesmos erros nas missões futuras, especificamente perante o receio de que a missão Mars Polar Lander também pudesse estar em perigo.
Os trabalhos da comissão independente detectaram erros importantes nos protocolos de comunicação entre os operadores da missão, sendo que, o erro que levou diretamente à perda da sonda, se deveu à utilização de diferentes unidades de medida por parte desses mesmos operadores. Na prática, resulta que os dados de telemetria transmitidos pela sonda para o centro de operações na Terra, utilizavam o sistema métrico (metro e Newton). Quando o centro de operações analisou os dados, interpretou-os segundo o sistema imperial (polegadas e libras). Desta forma, a trajetória da sonda foi mal interpretada e a força aplicada pelos foguetes de manobra foi menor que a necessária, levando a que a mesma se perdesse na alta atmosfera de Marte.